# Бонакольси, Пьер Якопо Алари
Пьер Якопо Алари Бонакольси (итал. Pier Jacopo Alari Bonacolsi) по прозвищу l’Antico (иногда просто Antico; 1460[…], Мантуя, Мантуя — 1528[…], Гаццуоло, Мантуя) — итальянский скульптор, бронзовщик, медальер и ювелир.

## Биография

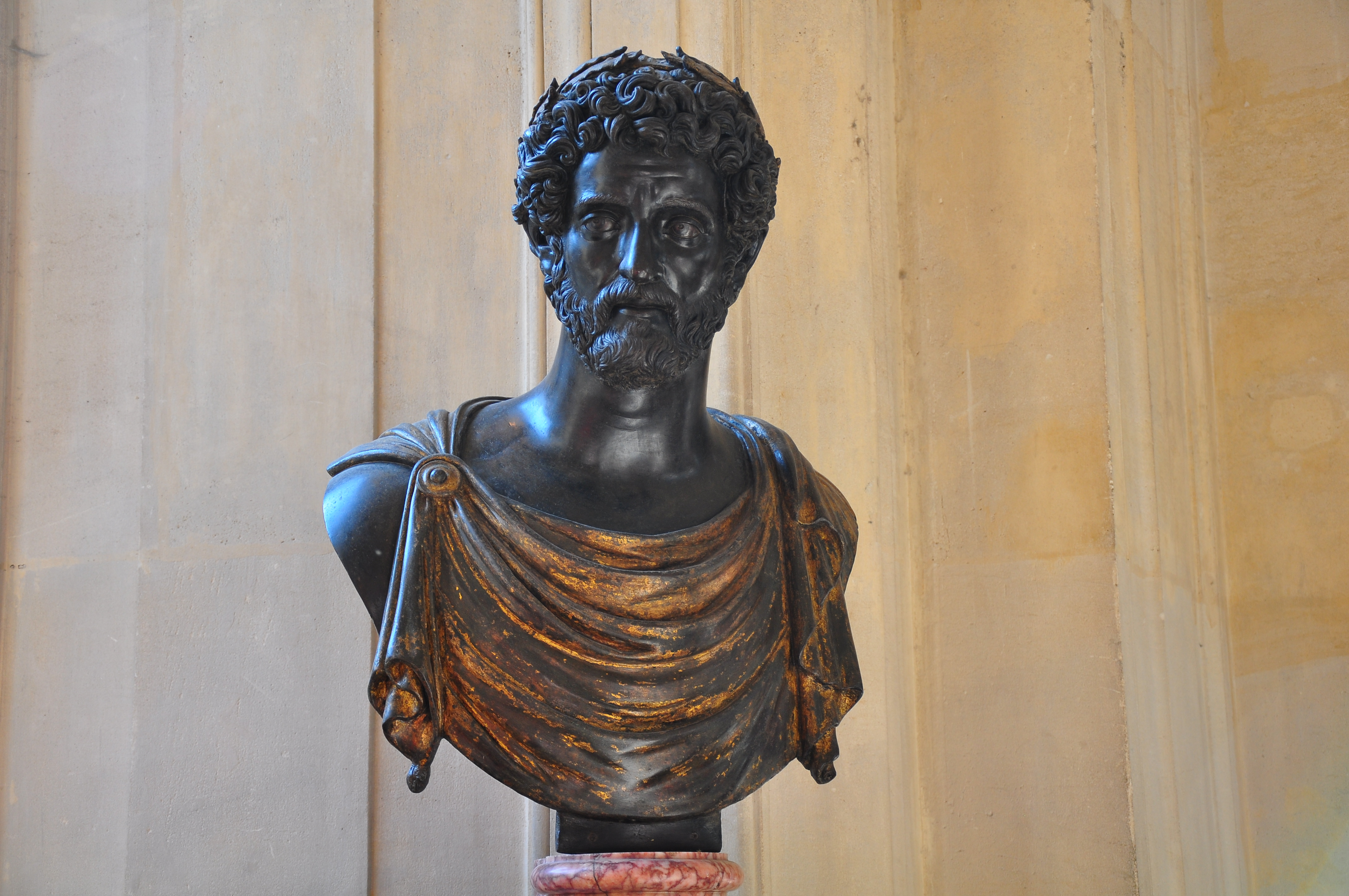
Император Антоний Пий. Бронзовая копия Бонакольси с античного оригинала. Лувр

Родился в 1460 году в Мантуе. Учился у скульптора Андреа Бриоско по прозвищу Риччо, а позже стал главным конкурентом своего учителя. Неизменно пользовался покровительством семьи Гонзага, сеньоров Мантуи, и особенно младшей ветви этого рода, Гозага ди Боццоло, владевшей городами Боццоло и Гаццуоло. Бонакольси жил и работал в предоставленных ему покоях в резиденции Гонзага ди Боццоло. В 1479 году создал памятную медаль по случаю бракосочетания сына Лудовико III Гонзага.
С 1490 года Бонакольси работал в Мантуе при дворе Франческо II Гонзага и Изабеллы д’Эсте. В 1496 году Изабелла отправила его в Рим, чтобы там он выбрал и закупил подходящие предметы старины для её коллекции. Многие работы Бонакольси были выполнены по заказам епископа Мантуи Лудовико Гонзага.
Наиболее известен Бонакольси был своим умением создавать в бронзе уменьшенные копии статуй греко-римской эпохи. Так, он создал уменьшенную восковую модель Аполлона Бельведерского, на основании которой выполнил частично позолоченные бронзовые отливки. Работы Бонакольси стали одним из первых примеров тиражирования шедевров античной скульптуры в кабинетной бронзе. Также Бонакольси создал и ряд оригинальных (т.е. полностью собственных) скульптур, а кроме того, работал как медальер, и как ювелир. Выполнял он и высокоточные бронзовые отливки античных бюстов в натуральную величину. Все копии работы Бонакольси сегодня рассматриваются, как представляющие значительную и самостоятельную художественную ценность.
Около 1523 года Изабелла д’Эсте назначила Бонакольси на хорошо оплачиваемую должность смотрителя портов и мельниц Мантуи в награду за его предшествующие заслуги.
Скончался Бонакольси в 1528 году в Гаццуоло.

## Галерея

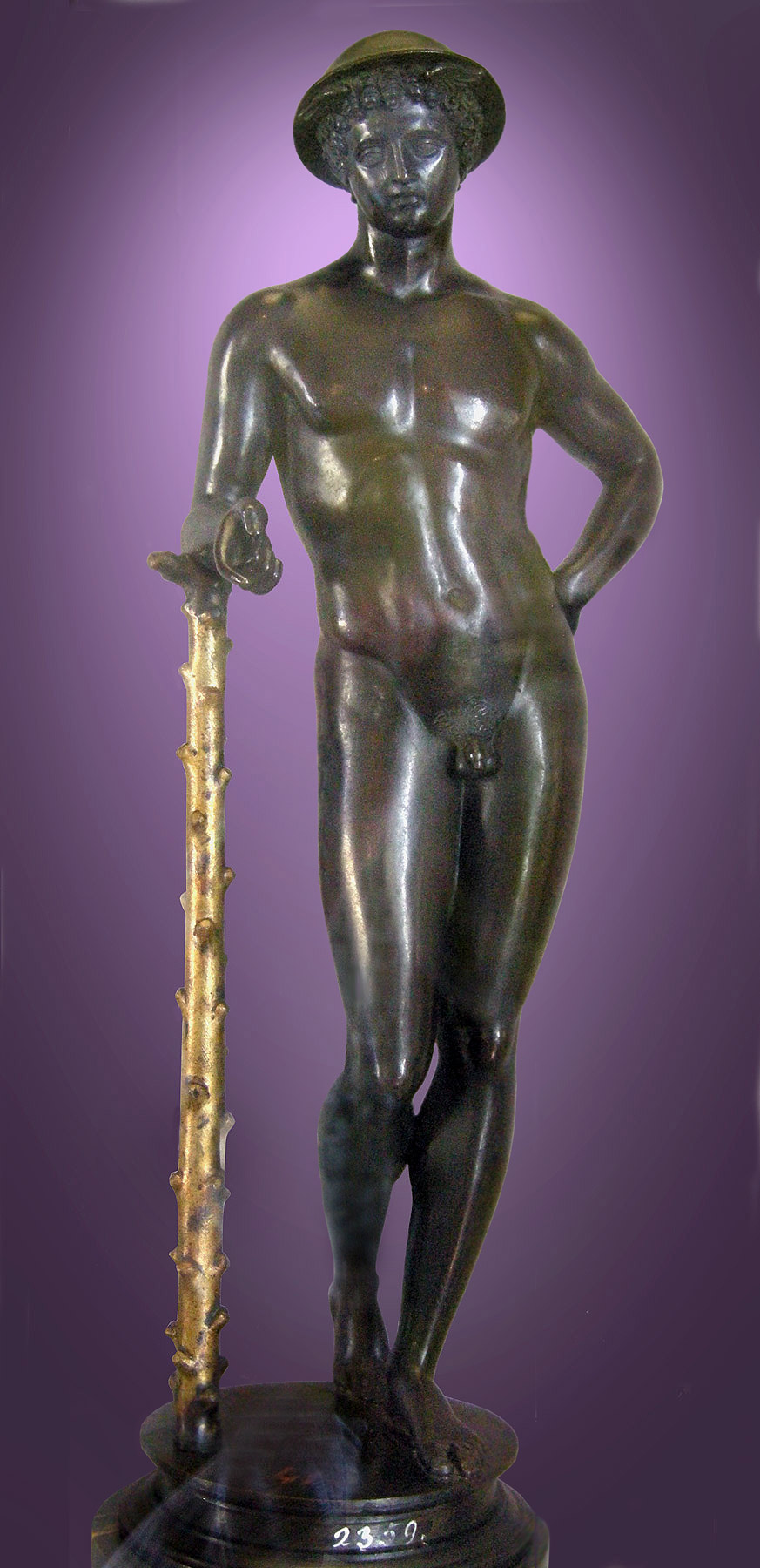
Меркурий
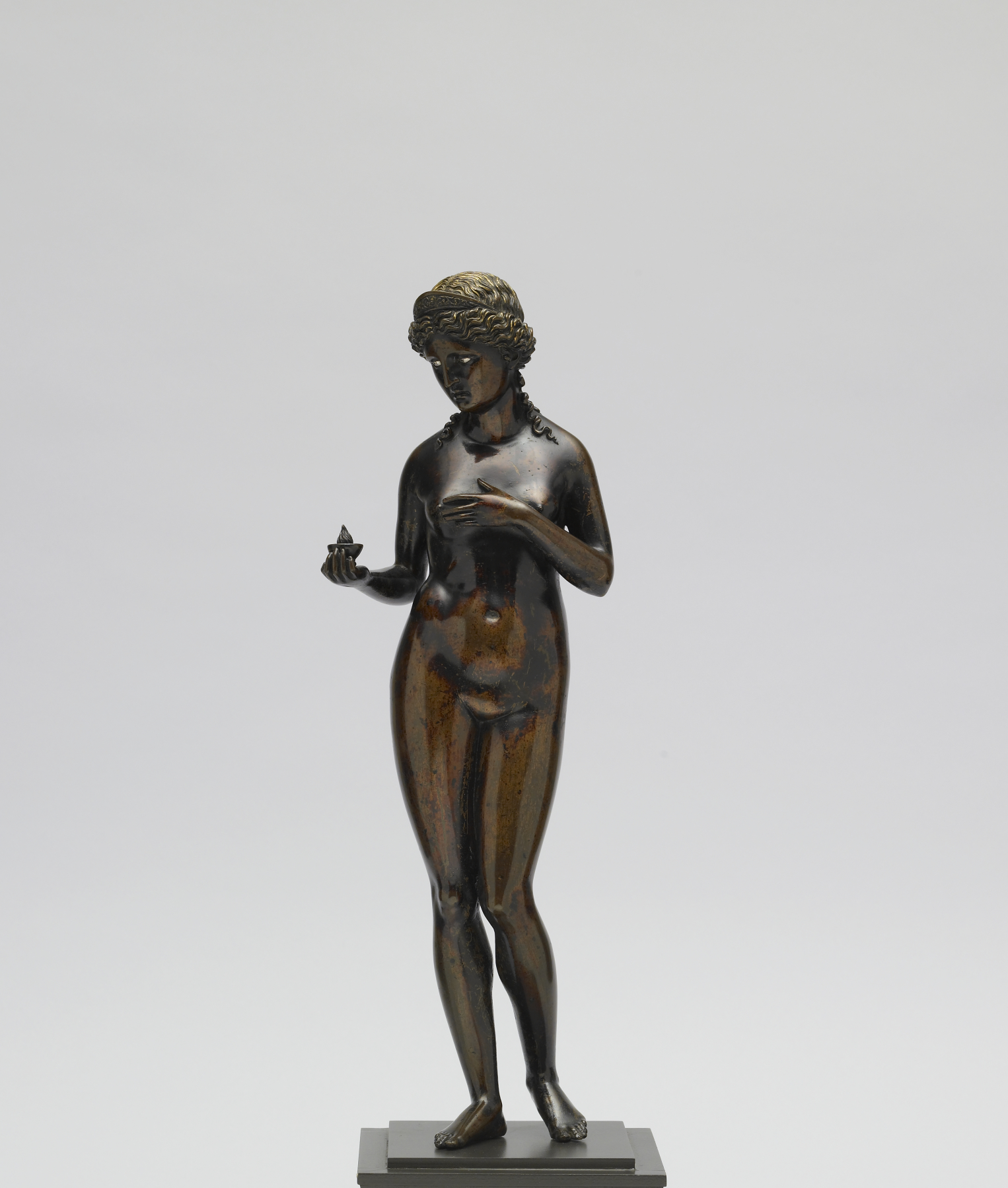
Венера Каритас. Художественный музей Уолтерса, Балтимор, Мэриленд
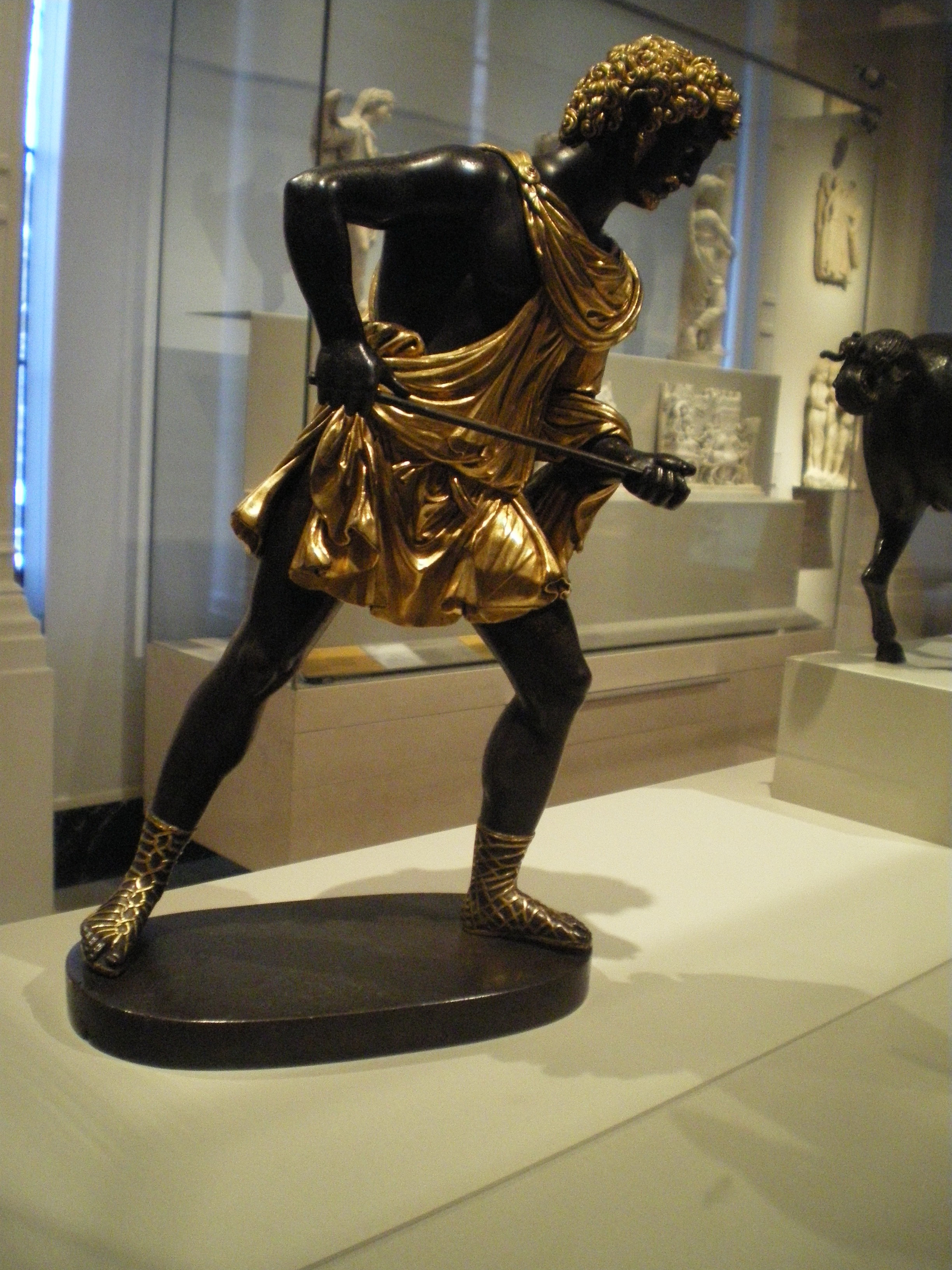
Мелеагр. Музей Виктории и Альберта, Лондон.
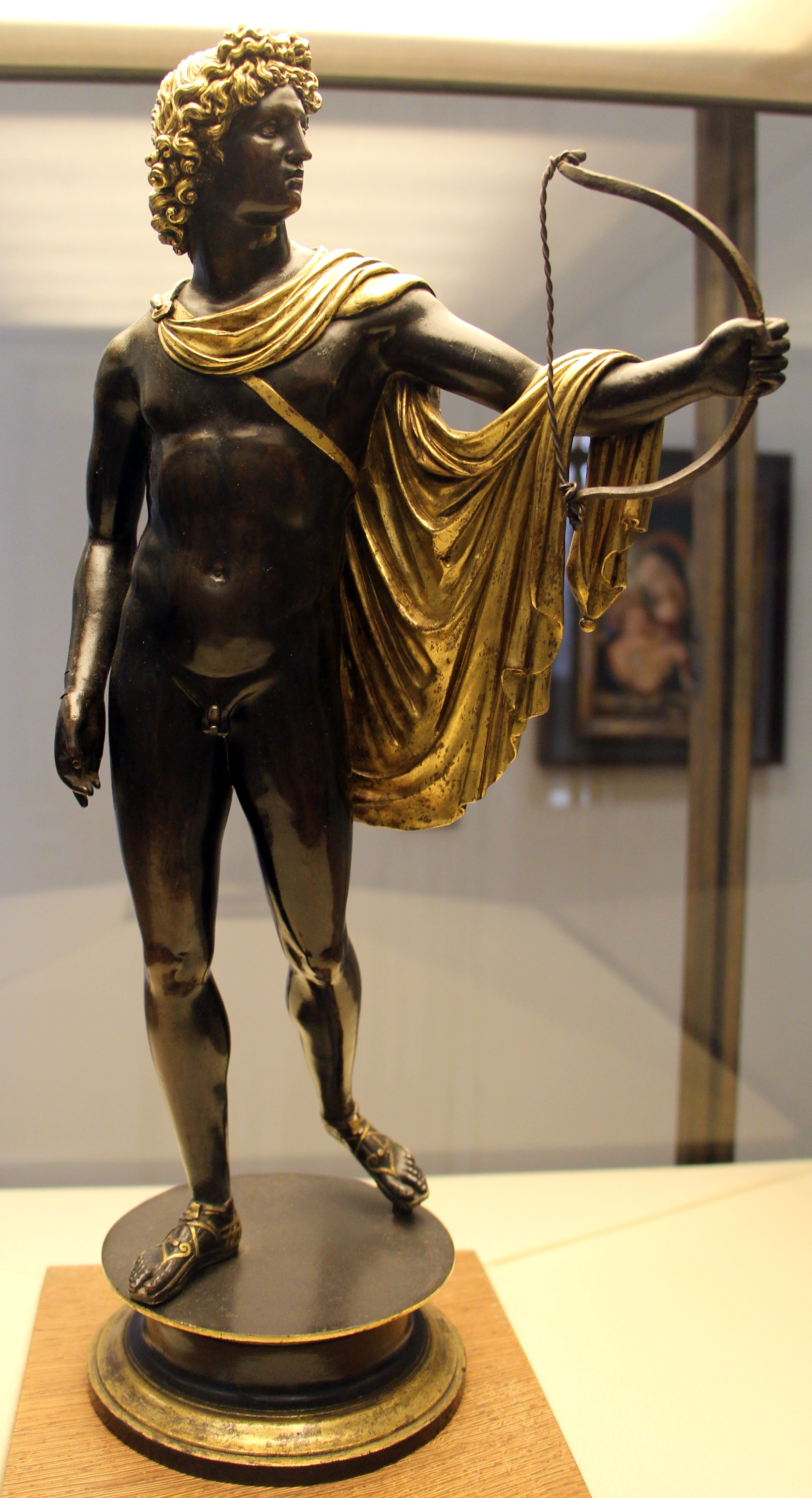
Аполлон Бельведерский. Галерея Франкетти, дворец Ка-д’Оро, Венеция
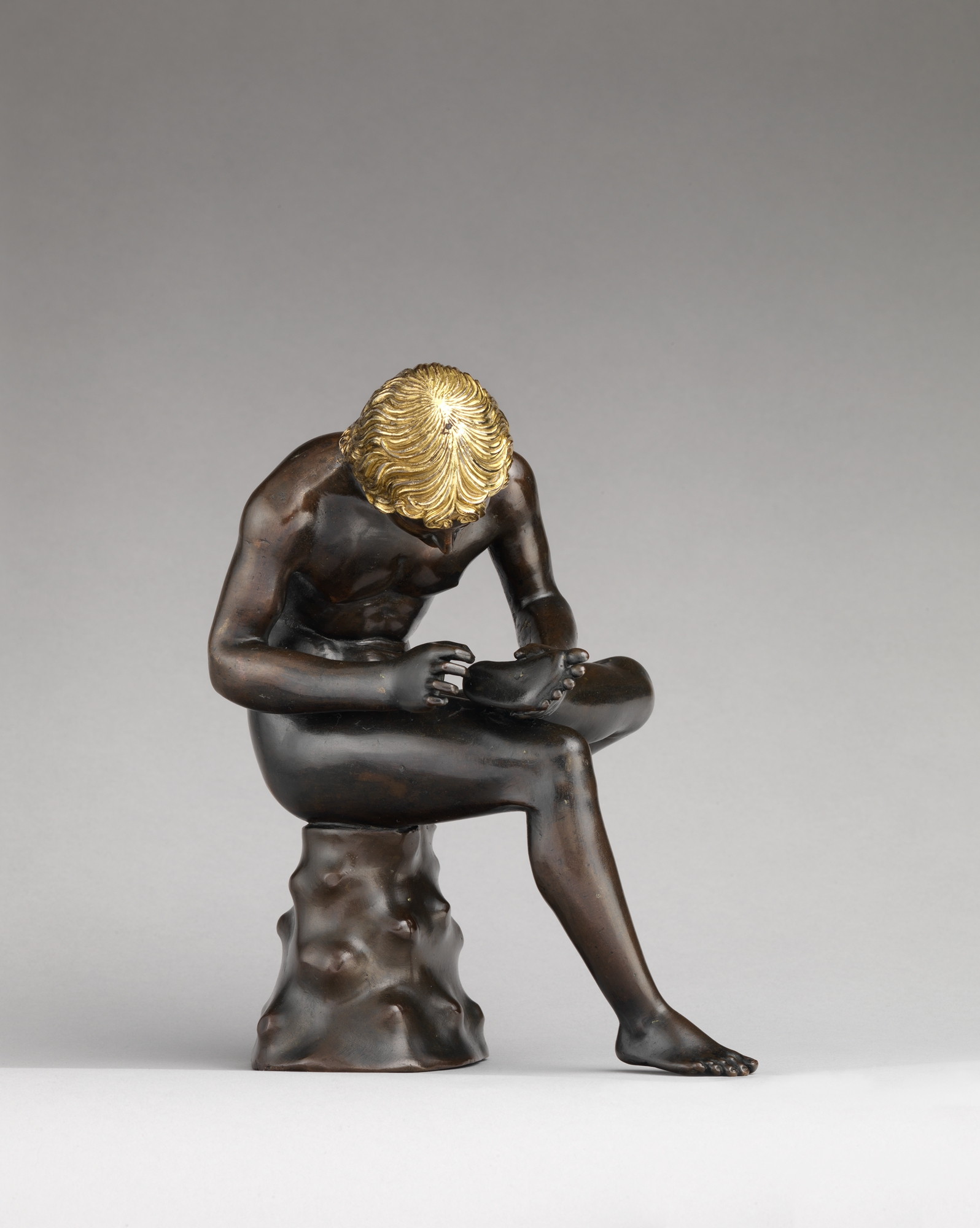
Мальчик, вытаскивающий занозу (уменьшенная копия с античного оригинала), Метрополитен-музей, Нью-Йорк
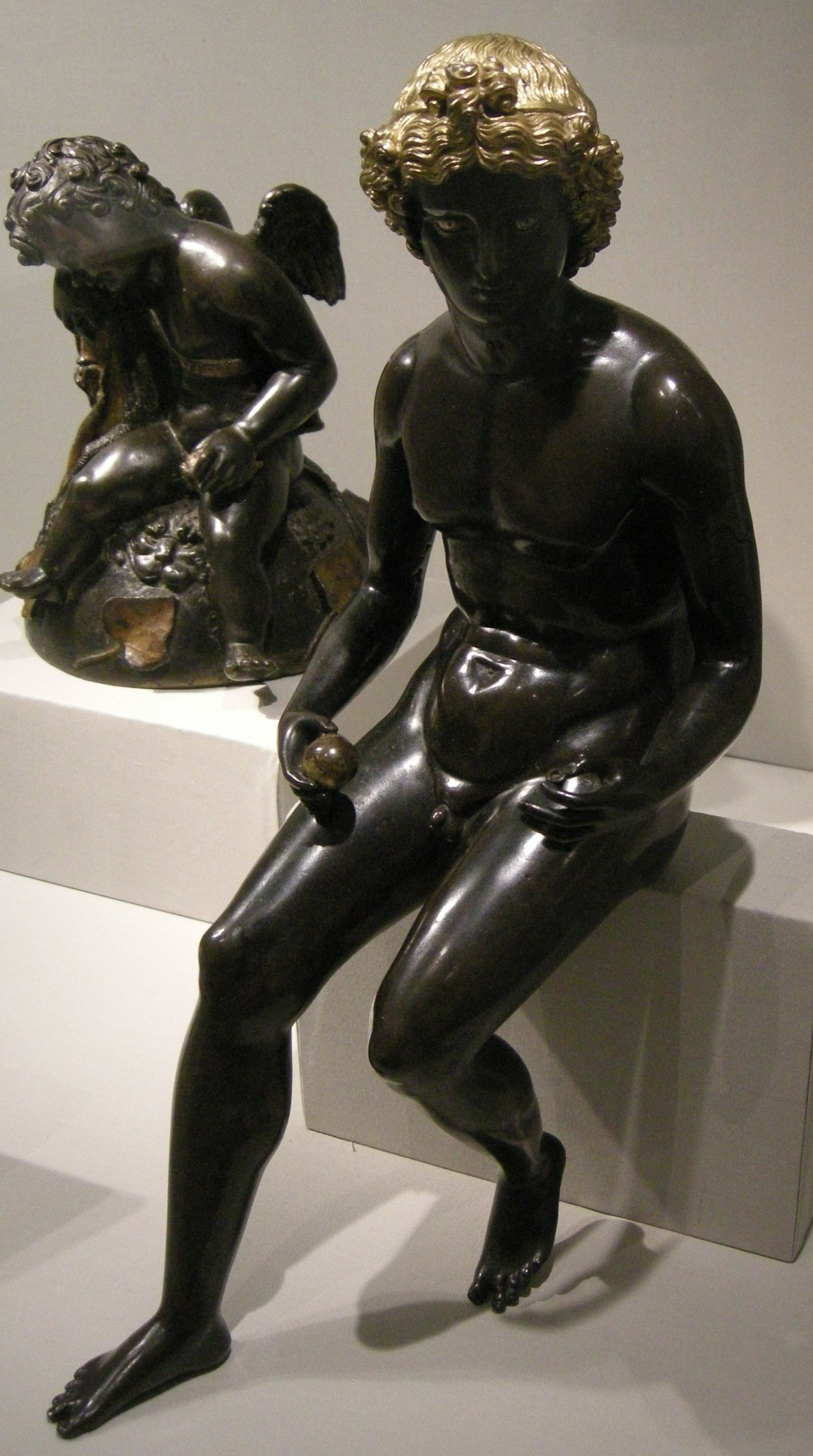
Парис, Метрополитен-музей, Нью-Йорк
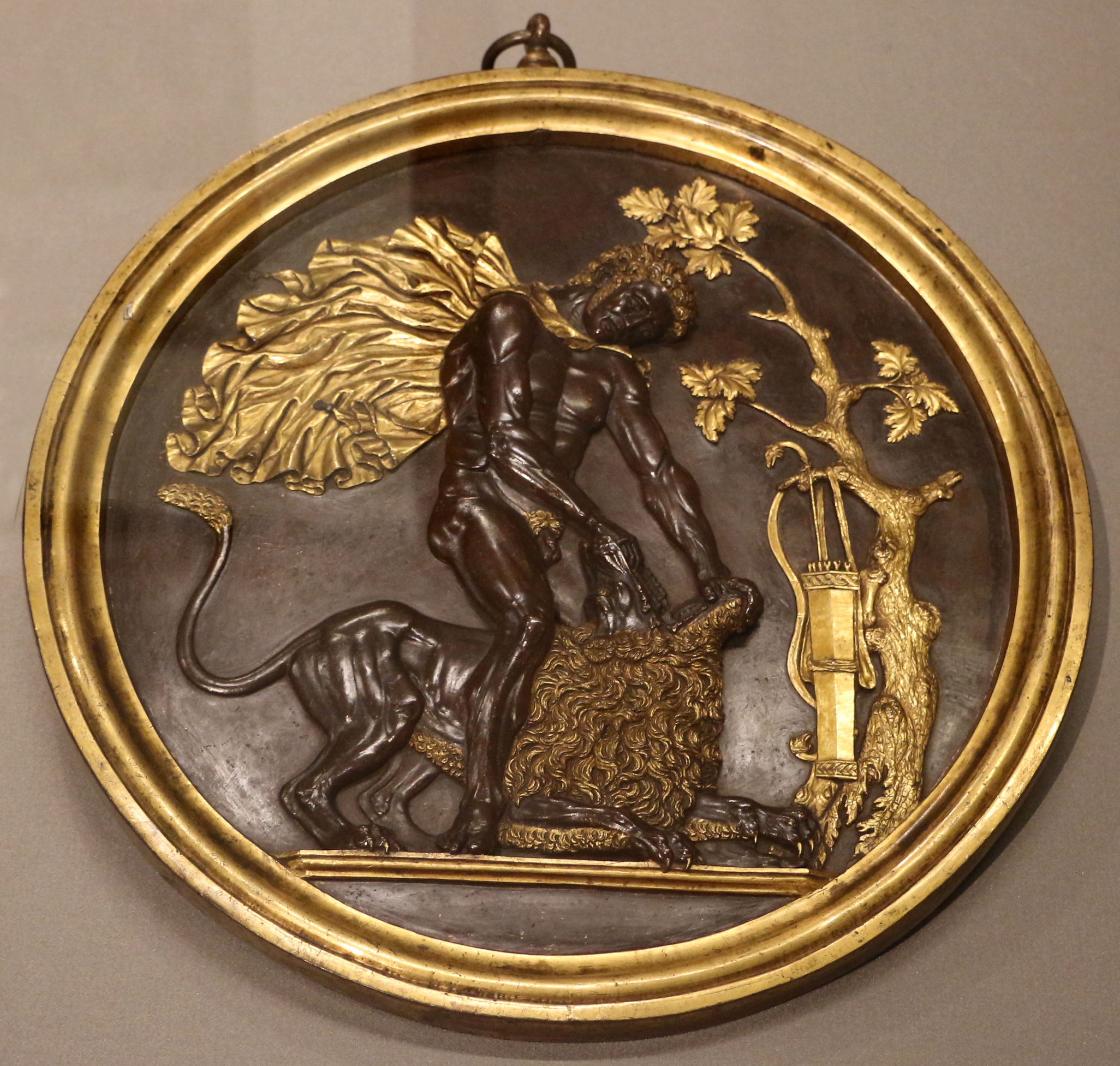
Геракл и Немейский лев, Музей Барджелло, Флоренция
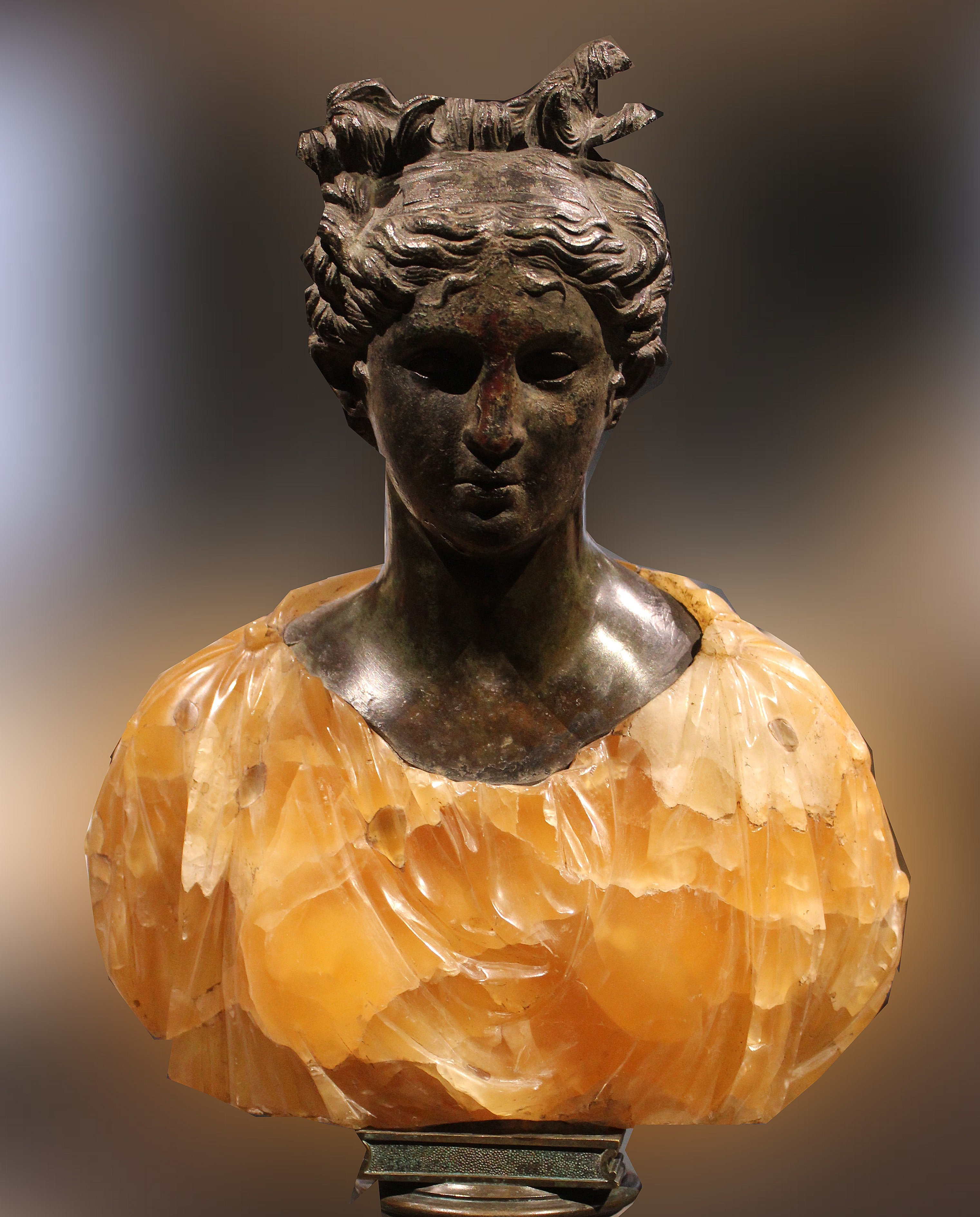
Бюст Венеры (возможно, модифицированный античный оригинал), Музей герцога Антона Ульриха, Брауншвейг (приписывается)